# Kardiovaskulární onemocnění při diabetu mellitu II. typu
Kardiovaskulární onemocnění při diabetu mellitu II. typu jsou onemocnění, kterými v České republice trpí více než 750 000 pacientů, ti se léčí s diagnózou diabetes mellitus. Přibližně 88 % z nich jsou diabetici II. typu (na inzulinu nezávislých a léčených perorálními antidiabetiky). Tento počet však nadále vzrůstá. Je to důsledkem rychlých kulturních a sociálních změn. 

## Vznik diabetu II. typu
Diabetes mellitus II. typu vzniká na základě porušení glukózové tolerance (porucha metabolismu glukózy) či zvýšení glykémie nalačno nebo kombinace obou těchto uvedených poruch. Tento stav se označuje jako „prediabetes“. Dalšími faktory, které se mohou podílet na vzniku jsou: rodinná anamnéza, rasa, věk, obezita, hypertenze a dyslipidémie. Ve spojení s poruchou metabolismu glukózy se u těchto lidí dá předpokládat vznik diabetu II. typu. 

## Kardiovaskulární onemocnění (onemocnění srdce a cév)
Na kardiovaskulární mortalitě pacientů se podílí nejen diabetes mellitus II. typu, ale také syndrom inzulinové rezistence. Na předním místě v příčinách mortality diabetiků je ischemická choroba srdeční a cévní mozková příhoda, na které umírá více než 2/3 diabetiků II. typu. Typickým projevem u pacientů s KVO je remodelace tepen, zhoršená fibrinolýza, hyperaktivita destiček, zvýšená produkce protizánětlivých cytokinů a působení adipokinů podílející se na rozvoji obezity, a nejzřetelnějším projevem je endoteliální dysfunkce, kdy dochází ke vzniku aterosklerózy a následným komplikacím.
Strategie zaměřené na úpravu hyperglykemie měly zatím na kardiovaskulární riziko diabetiků malý účinek, proto je nutná prevence a včasné zahájení komplexní léčby diabetu. Jedinými dosavadními intervencemi, jež se ukázaly jako účinné, jsou ty, které snižují koexistující rizikové faktory aterosklerózy u diabetiků.
Při posuzování celkového rizika KVO se pacienti zařazují do dvou kategorií podle toho, jestli pravděpodobnost úmrtí na kardiovaskulární onemocnění v příštích 10 letech je u nich >= 5 % (vysoké riziko), nebo < 5 % (nízké až střední riziko). U diabetiků se neprovádí výpočty rizika a vždy jsou zařazování do kategorie >= 5 % (vysoké riziko). U ostatních osob provádíme přesnější odhad rizika za použití tabulky, která je založena na výsledcích projektu SCORE.

## Možnosti prevence
Všechny studie, které se zabývaly otázkou prevence byly studie krátkodobé trvající 3 – 6 let a je nejasné, jestli pozitivní výsledky vedly opravdu k prevenci nebo jen k oddálení manifestace diabetu. Ve studiích se používala perorální antidiabetika (metformin, troglitazon a thiazolidindiony), která by opravdu mohla vést k prevenci diabetu. Některá perorální diabetika totiž zlepšují metabolismus slinivky břišní, jak ukázaly studie.
Také dodržování zásad zdravého životního stylu a self-monitoring, který napomáhá k odhalení možných onemocnění. Nejčastěji se k self-monitoringu využívají glukometry, tonometry, cholesterolmetry a nověji dvoukanálové EKG.
Zanechejte kouření, snižte příjem nasycených tuků, bílkovin a červeného masa, jezte potravu bohatou na vlákninu (ovoce, zelenina), zvyšte příjem hořčíku a snižte příjem sodíku a více sportujte. U pacientů s nadváhou či obezitou je nutná redukce hmotnosti.